# El Deseo
«Ель Десео» (El Deseo або El Deseo S.A.) — продюсерська компанія відомих іспанців, братів Педро та Агустіна Альмодоварів.

## Часткова фільмографія
- Dolor y gloria (2019)
- Джульєтта (2016)
- Клан (2015)
- Дикі історії (2014)
- Я дуже збуджений (2013)
- Жозе і Пілар (2010)
- Розірвані обійми (2009)
- Жінка без голови (2008)
- Повернення (2006)
- Свята дівчина (2004)
- Погане виховання (2004)
- Моє життя без мене (2003)
- Поговори з нею (2002)
- Локо Лихоманка (2001)
- Хребет диявола (2001)
- Все про мою матір (1999)
- Месьє ліз-анфан (1997)
- Жива плоть (1997)
- Квітка моєї таємниці (1995)
- Високі підбори (1991)
- Зв'яжи мене! (1990)
- Жінки на межі нервового зриву (1988)
- Закон бажання (1987)